# مسعود ییلماز
مسعود ییلماز (ترکی استانبولی: Mesut Yılmaz؛ زادهٔ ۶ نوامبر ۱۹۴۷ در استانبول – درگذشته ۳۰ اکتبر ۲۰۲۰ در استانبول) نخست‌وزیر، سیاست‌مدار، و دیپلمات اهل ترکیه بود.
وی در چرخش اقتصاد ترکیه از یک نظام دولتی به اقتصاد لیبرال نقش اساسی داشت.
دوره نخست‌وزیری او با سال‌ها ائتلاف بی‌ثبات، و درگیری و خشونت‌های فزاینده با حزب کارگران کردستان (پ‌ک‌ک) همراه بود. مسعود ییلماز برای اصلاح قانون مالیاتی، نظام امنیت اجتماعی و بهبود وضعیت حقوق بشر در ترکیه تلاش کرد.
مسعود ییلماز در ۳۰ اکتبر ۲۰۲۰ بر اثر سرطان ریه در سن ۷۲ سالگی درگذشت.